# Élection pontificale de 1099
L’élection pontificale de 1099 est celle par laquelle les cardinaux de l'Église catholique romaine élisent le pape Pascal II à la succession d'Urbain II (mort le 29 juillet 1099). Elle se déroule du 10 au 14 août 1099 à Rome.

## Mort d'Urbain II et contexte
Urbain II meurt à Rome le 29 juillet 1099, deux semaines avant que les soldats de la première croisade prennent Jérusalem : c'est le 27 novembre 1095, au cours du concile de Clermont que le pape lance un appel à la croisade pour secourir l'empereur byzantin et libérer la Terre sainte à Jérusalem. Pendant ce temps, le schisme, initié par Clément III, avec le soutien d'Henri IV, empereur des Romains et une grande partie du clergé romain, est toujours en cours. La papauté de Clément III, dorénavant considéré comme antipape, démarre après la querelle des Investitures et le décès de Grégoire VII, en juin 1080. Clément est consacré pape, à Rome, le 24 mars 1084.

## Cardinaux électeurs
L'élection de 1099 est probablement la dernière qui soit conforme à la bulle pontificale In nomine Domini de Nicolas II (1059), celle-ci fixant que seuls les cardinaux-évêques des diocèses suburbicaires peuvent élire le pape. On sait, également, que des cardinaux-prêtres et cardinaux-diacres y participent :
- Walter, cardinal-évêque d'Albano
- Odon de Châtillon, cardinal-évêque d'Ostie et neveu d'Urbain II
- Milon d'Angers, cardinal-évêque de Palestrina
- Bovo, cardinal-évêque de Tusculum
- Maurice, cardinal-évêque de Porto
- Offo, cardinal-évêque du Nepi e Sutri (it) (actuel Diocèse de Civita Castellana)

Autres cardinaux présents
En août 1099, en obédience à Urbain II, il n'y a que dix cardinaux-prêtres et trois cardinaux-diacres, mais il n'y a pas probablement plus de sept cardinaux-prêtres et trois cardinaux-diacres qui participent à l'élection :
- Raniero de Bieda - cardinal-prêtre de Saint-Clément, abbé de la basilique Saint-Laurent-hors-les-Murs
- Benoît - cardinal-prêtre de la basilique Santa Pudenziana
- Alberto - cardinal-prêtre de Santa Sabina, archevêque de Siponto
- Teuzo - cardinal-prêtre de Santi Giovanni e Paolo
- Giovanni da Piacenza - cardinal-prêtre[2]
- Benoît - cardinal-prêtre de Santi Silvestro e Martino ai Monti
- Pierre - cardinal-prêtre de San Sisto
- Jean de Bourgogne - cardinal-prêtre de Sant'Anastasia al Palatino
- Giovanni Coniulo - cardinal-diacre de Santa Maria in Cosmedin, chancelier de la Sainte Église Romaine, futur pape Gélase II
- Docibilis - cardinal-diacre[2]
- Pagano - cardinal-diacre de Santa Maria Nuova

Les cardinaux-diacres présents étaient probablement les diacres de Palatine, assistants du pape dont l'église cathédrale est la basilique Saint-Jean-de-Latran, qui comptait jusqu'à six diacres. Les douze diacres régionaux n'ont rejoint le rang de cardinal que sous le règne de Pascal II.

## Absents
Un cardinal-évêque et au moins trois cardinaux-prêtres étaient absents lors de cette élection :
Cardinal-évêque
- Bruno, cardinal-évêque de Segni

Cardinaux-prêtres
- Richard de Saint-Victor - cardinal-prêtre[2], abbé de Saint-Victor de Marseille et de la basilique Saint-Paul-hors-les-Murs, légat du pape dans le sud de la France et en Espagne
- Oderisio de Marsi - cardinal-diacre[2] et abbé du Mont-Cassin
- Bernardo degli Uberti - cardinal-prêtre de San Crisogono, abbé de Vallombrosa, supérieur général des Vallombrosains

## Élection de Pascal II
Le 13 août 1099 les cardinaux, en présence du bas clergé et des représentants des autorités de la ville, élisent à l'unanimité Raniero de Bieda, le cardinal-prêtre de Saint-Clément, abbé de la basilique Saint-Laurent-hors-les-Murs comme successeur d'Urbain II. Le nouveau pape proteste dans un premier temps contre cette décision, en précisant qu'il n'est qu'un humble moine avec les problèmes politiques attachés aux serviteurs du pape, mais il se ravise et accepte leur décision. Il prend le nom de Pascal II. Le jour suivant, il est consacré évêque de Rome par le cardinal-évêque d'Ostie, Odon de Châtillon assisté par d'autres cardinaux-évêques dont Offo, le cardinal-évêque de Nepi.
Sous son règne, le 8 septembre 1100, Clément III décède. Il est remplacé par le cardinal-évêque d'Albano Théodoric, couronné pape le même jour, sous son vrai prénom. Celui-ci est capturé par les partisans de Pascal II et enfermé dans un monastère à Cava de' Tirreni.

## Source
- (en) Cet article est partiellement ou en totalité issu de l’article de Wikipédia en anglais intitulé « Papal election, 1099 » (voir la liste des auteurs).